# 杨木水库
杨木水库，位于东辽河干流上游，水库因位于辽源市寿山镇杨木村而得名。是集供水，灌溉，防洪，养殖，旅游为一体的综合性水库。距离辽源市15千米，为辽源市最大的水库，并且是辽源的水利风景区。

## 水库移民
市政府根据《土地管理法》及省吉劳就字（84）8号文件规定，并结合市实际情况制定了《辽源市人民政府关于杨木水库移民招工安置的通知》。采取的安置方式为两种，并由动迁移民自愿选择：一是给予农转非安置，并对符合条件的给予招工；二是不同意农转非可以插队落户的形式，异地安置在东辽县其它乡镇。